# الیاس کوری
الیاس جیمز خوری (به انگلیسی: Elias James Corey) (متولد ۱۲ ژوئیه ۱۹۲۸) شیمی‌دان عرب آمریکایی لبنانی الاصل است که در سال ۱۹۹۰ «برای توسعه تئوری و متدولوژی سنتز آلی»و به ویژه کار در زمینه آنالیز سنتز برگشتی، جایزه نوبل شیمی به او اهدا شد.
به گمان بسیاری او یکی از بزرگترین شیمی‌دانهای زنده دنیا محسوب می‌گردد. او معرف‌ها، روش‌های سنتزی و سنتزهای جامع بیش شماری را توسعه داده‌است که با این دستاوردها موجب پیشرفت قابل ملاحظه و چشمگیر شیمی آلی گردیده‌است.

## تولد و تحصیل
وی از پدر و مادر مهاجر مسیحی لبنانی به نام های فطینه هاشم و الیاس خوری در شهر میتون در 30 کیلومتری ماساچوست  متولد شد. نام او ویلیام بود و مادرش نام او را به الیاس تغییر داد که نام پدرش است که یک سال و نیم پس از آن درگذشت. 
الیاس در مدرسه ابتدایی کاتولیک و دبیرستان لارنس تحصیل کرد و به موسسه فناوری ماساچوست پیوست و در آنجا مدرک لیسانس خود را در سال 1948 و دکترای خود را در سال 1951 در رشته شیمی دریافت کرد. سپس به دانشگاه ایلینویز رفت و در سال 1959 به دانشگاه هاروارد منتقل شد.